# شهرستان لوچون
شهرستان لوچون (به لاتین: Lüchun County) یک منطقهٔ مسکونی در چین است که در ولایت خودمختار هونگهه هانی و یی واقع شده‌است. شهرستان لوچون ۳٬۱۶۷ کیلومتر مربع مساحت و ۲۰۰٬۰۰۰ نفر جمعیت دارد.